# Со Ві Мін
Со Ві Мін (13 березня 2002 , Сеул ) — південнокорейська ковзанярка, спеціалістка з бігу на короткій доріжці, олімпійська медалістка. 

## Олімпійські ігри
| Рік  | Місто        | 500 метрів | 1000 метрів | 1500 метрів | Е | ЗЕ |
| ---- | ------------ | ---------- | ----------- | ----------- | - | -- |
| 2022 | Пекін, Китай | —          | —           |             | 2 | —  |

## Зовнішні посилання
- Со Ві Мін [Архівовано 13 лютого 2022 у Wayback Machine.] — профіль на сайті Міжнародного союзу ковзанярів(англ.)

## Виноски
1. 1 2 3  https://www.lausanne2020.sport/results/nh/en/Participant/List
2. 1 2 3  https://www.shorttrack.swisstiming.com/Entries.aspx?evt=11213100000124
3. ↑  http://www.isu.html.infostradasports.com/cache/TheASP.asp@PageID%3D302037&SportID%3D302&Personid%3D1624904&TaalCode%3D2&StyleID%3D0&Cache%3D2.html?58590
4. ↑  https://isu.org/docman-documents-links/isu-files/event-documents/short-track-2/2023-24-4/world-cups-26/announcements-156/32192-isu-world-cup-short-track-speed-skating-montreal-18-10-2023-entries/file